# Музей спротиву Голодомору
Музей спротиву Голодомору — музей у Дніпрі, присвячений Голодомору 1932—1933 років, заснований у 2020 році.

## Історія
Навесні 2019 року Лілія Богачева, директорка музею, ініціювала звернення до керівництва Дніпропетровської області щодо необхідності створення музею пам'яті жертв Голодомору.[джерело?]
7 травня 2019 року ця ініціатива  отримала підтримку на Загальних зборах Громадської ради при Дніпровській міській раді. 13 листопада того ж року на круглому столі «Голодомор: питання формування національної пам'яті серед населення Дніпропетровської області», ініційованого Національним музеєм Голодомору-геноциду та Інститутом дослідження Голодомору, відбулося обговорення концепції експозиції та подальших кроків в процесі створення окремого тематичного музею пам'яті жертв Голодомору на території Дніпропетровської області.
Свою назву музей спротиву Голодомору отримав через те, що при створенні нового тематичного музею засновники вирішили акцентувати увагу не тільки на жертвах, а й на спротиві, зокрема, на антирадянських виступах та повстаннях у регіоні, серед яких одним із наймасштабніших було Павлоградське повстання у 1930 році. Так, у листопаді 2020 року у будівлі історичного музею імені Яворницького була відкрита виставка, присвячена спротиву селянства радянській владі в регіоні, підготовлена новоствореним музеєм спротиву Голодомору спільно з Національним музеєм Голодомору та Інститутом дослідження Голодомору.
З музеєм співпрацюють Національний музей Голодомору-геноциду, Інститут дослідження Голодомору, історики і краєзнавці, зокрема Микола Чабан та Юрій Берестень.

## Напрямки діяльності
В основу діяльності музею входить:
- організація та проведення наукових досліджень історичних джерел про події тих часів з метою виявлення документальних свідчень про Голодомор та створення умов уведення їх у науковий обіг;
- складення зведеного реєстру документальних свідчень, створення баз даних та впорядкування спогадів очевидців Голодомору;
- проведення наукових конференцій, форумів, симпозіумів, подіумних дискусій, семінарів, круглих столів тощо;
- інформування громадян про злочин геноциду, вчинений комуністичною владою проти українського народу, шляхом проведення лекцій, уроків, кінолекторіїв, показу фільмів про Голодомор;

- організація та проведення заходів з увічнення пам'яті жертв Голодомору;
- розробка та організація інших форм музейних комунікацій на основі експозиції та виставок з використанням інформаційних технологій.
- створення стаціонарних експозицій та виставок[4].| Музей спротиву Голодомору у соціальних мережах |                                             |
|                                                | Музей спротиву Голодомору на сайті Facebook |